# Krautreporter
Krautreporter is een Duitse nieuwswebsite die sinds oktober 2014 online is. De financiering van het platform gebeurde via crowdfunding en dit om onafhankelijke journalistiek zonder reclame te garanderen. Het is geïnspireerd op de Nederlandse nieuwssite De Correspondent uit Nederland, die in 2013 werd opgericht. Krautreporter publiceert voornamelijk lange, diepgaande artikelen over verschillende onderwerpen.